# 妲己
妲己（約前1076年—前1046年），又作“妲妀”，己姓，字妲，为中國商朝最后一位君主帝辛的王后。

## 生平
在已发现的甲骨文卜辞中，均找不到对妲己的任何记载。根据商代甲骨文和金文的常用词汇语法，“妲己”可能是“妇己”之误，商末金文隰尊中提到“妇宜在大室”，这里的“妇”或许就是指妲己。商朝女性地位遠較周朝與秦漢时期為高，商代本身就存在大量女性官吏和诸侯，而后妃作為商代统治阶层一员參政從戎並不會受到非議，斥妲己「干政」、「牝雞司晨」為周代之後反對女性參政的價值觀。且周代在文化伦理层面上也比商朝保守许多、开始受到礼教下禁欲主义的束缚，故而在后世逐渐衍生出“商纣王和苏妲己淫乱失国”的故事。从《史记》和刘向《列女传》开始，妲己的形象才逐渐丰富起来，大大增加了古史层累的成分。
根據《國語》、《史记》等史书的記載，妲己是有蘇氏諸侯的女兒，在帝辛征伐有蘇氏後，有蘇氏把她嫁給帝辛為妃，並深得帝辛喜愛，立為王后。帝辛沉迷於妲己的美色，荒理朝政，對她言聽計從，甚至到了“妲己之所譽貴之，妲己之所憎誅之”的地步。《國語·晉語一》：“殷辛伐有苏，有苏氏以妲己女焉，妲己有宠，于是乎与胶鬲比而亡殷”，这段内容甚至容易让人理解成妲己是间谍，但是考虑到《國語·晉語一》后文中也提到“周幽王伐有褒，褒人以褒姒女焉，褒姒有宠，生伯服，于是乎与虢石甫比，逐太子宜臼而立伯服。太子出奔申。申人、鄫人召西戎以伐周。周于是乎亡”，这里的褒姒并不是间谍，因此不能直接得出妲己为间谍的结论；但在中国后世传统的“红颜祸水”史观中，认为妲己以美色獲得帝辛的專寵，並把她視為使商朝滅亡的元兇。在后世的寓言故事中，认为帝辛不但投妲己所好，作“新淫之聲、北鄙之舞、靡靡之樂”，還搜括百姓錢財，修建鹿臺，裏面置滿奇珍寶物；同時，“積糟爲邱，流酒爲池，懸肉爲林，使人裸形相逐其閑”，徹夜長飲，歡嬉達旦。酒池肉林乃帝辛為博她歡顏而創，每宴飲者多至三千人，令男女裸體追逐其間。大臣比干在帝辛面前諫曰：「不脩先生之典法，而用婦言，禍至無日。」她慫恿帝辛，殘酷將比干剖心而死。但这些故事都是古史层累而成，并不能加以考证。
周武王趁帝辛把主力派去討伐蠻族時發動諸侯偷襲朝歌，一舉滅商，帝辛逃到鹿台自焚。《列女传》记载妲己被俘而被押往刑场斩首示众，但此说属于后世古史层累而成的故事，《逸周书·克殷》则记载帝辛的两个妃子或女性统帅是自缢而死。
有學者指出，妲己嫁给帝辛距离帝辛亡国少则21年，多则43年，妲己不可能魅惑帝辛如此之久，可能是后人对帝辛和妲己的抹黑。

## 影响
妲己成为了红颜祸水的代名词。孔融說武王克殷、周朝部隊進入朝歌以后，殷帝辛的寵妃妲己姿色妖豔，為周公所喜，后來便成為周公的侍妾，享受著永久的榮華富貴。然而，孔融此語並無史據，僅為影射曹丕於曹操軍攻陷鄴城之後，將大敵袁熙之妾甄氏據為己有，藉以諷刺曹操無德。

### 文學作品
妲己是明代小說《封神演義》中的角色。書中的妲己姓蘇，為蘇護之女，在進帝辛宮中途中被軒轅墳三妖之首九尾狐附身。九尾狐奉女媧之命迷惑帝辛，促使商朝滅亡。但後來她貪戀人間榮華富貴及權力，於是使帝辛做出不少兇殘的行為。有一次嚴冬時份，帝辛和妲己看見幾個人渡河，其中老人不怕冷，年輕人卻怕冷，帝辛就問妲己這是怎麼回事，妲己就說河水父母若在年輕時生子，生下的孩子氣脈充足，髓滿其脛，但如果老時才得子，生下的孩子氣脈衰微，髓不滿脛，不到中年，便怯冷怕寒。帝辛不信，妲己就叫帝辛砍斷他們的脛骨看看。又有一次，妲己見一個妇人懷有身孕，稱可分辨男女，帝辛不信，兩人打賭，帝辛稱是男，妲己稱是女，帝辛便剖开孕妇肚子，一看究竟。後來妲己雖然成功使商朝亡國，但女媧認為她作惡太多，把她交給姜子牙，最後被斬首。

### 电影与电视剧
| 首映年份 | 片名                         | 演員   | 製作單位                         |
| -------- | ---------------------------- | ------ | -------------------------------- |
| 1939年   | 妲己                         | 林妹妹 | 新大陸影片公司                   |
| 1955年   | 妲己                         | 謝家驊 | 藝聯電影製片公司                 |
| 1964年   | 妲己                         | 林 黛  | 邵氏兄弟(香港)有限公司           |
| 1981年   | 封神榜（歡樂今宵內播放）     | 林建明 | 香港電視廣播有限公司             |
| 1986年   | 封神榜（東方神話故事內播放） | 周丹薇 | 中國電視公司                     |
| 1989年   | 封神榜                       | 梁丽   | 西安金秋影视制作公司             |
| 1990年   | 封神榜                       | 傅艺伟 | 上海電視劇製作中心，最知名的形象 |
| 2000年   | 封神榜                       | 陳怡真 | 中國電視公司（中視）             |
| 2001年   | 封神榜                       | 溫碧霞 | 香港電視廣播有限公司             |
| 2006年   | 封神榜                       | 范冰冰 | 中國中央電視台                   |
| 2009年   | 封神榜II                     | 李欣凌 | 中國中央電視台                   |
| 2014年   | 封神英雄榜                   | 張馨予 | 山东卫视                         |
| 2015年   | 封神英雄（封神英雄榜2）      | 李依晓 | 安徽卫视                         |
| 2015年   | 哪吒與楊戩                   | 穎兒   |                                  |
| 2016年   | 梦回朝歌                     | 吴谨言 |                                  |
| 2016年   | 封神传奇                     | 范冰冰 | 中国星集团                       |
| 2019年   | 封神演义                     | 王麗坤 |                                  |
| 2023年   | 封神第一部：朝歌风云         | 娜然   | 北京文化、世纪长生天影业         |
| 2023年   | 封神之妲己娘娘请自重         | 马铭婕 |                                  |
| 2025年   | 封神第二部：战火西岐         | 娜然   | 北京文化、世纪长生天影业         |
| 2026年   | 封神第三部                   | 娜然   | 北京文化、世纪长生天影业         |

### 网络电影
| 首映年份 | 片名       | 演員   | 类型     |
| -------- | ---------- | ------ | -------- |
| 2017年   | 封神战纪   | 張子璇 | 网络电影 |
| 2018年   | 妖狐苏妲己 | 南笙   | 网络电影 |
| 2021年   | 封神：妲己 | 钟欣潼 | 网络电影 |
| 2023年   | 封神：纣灭 | 南笙   | 网络电影 |
| 2023年   | 封神：祸商 | 姚笛   | 网络电影 |

### 動漫遊戲
- 無雙OROCHI系列（光榮公司開發，金月真美配音）

## 註解
1. ↑  本剧中设定妲己死后成为广寒仙子，原为范冰冰饰演，后因档期改由李欣凌饰演，林心如饰演九尾狐狸精。